# 2008年北京オリンピックのリトアニア選手団
2008年北京オリンピックのリトアニア選手団（2008ねんペキンオリンピックのリトアニアせんしゅだん）は、2008年8月8日から8月24日にかけて中国の北京を主として開催された2008年北京オリンピックのリトアニア選手団、およびその競技結果。

## 概要
今大会は銀メダル3個、銅メダル2個の合計5個のメダルを獲得した。

## メダル
| メダル | 選手名                             | 競技       | 種目                              |
| ------ | ---------------------------------- | ---------- | --------------------------------- |
| 銀     | ミンガウダス・ミズガイティス       | レスリング | 男子グレコローマンスタイル120kg級 |
| 銀     | ギンタレ・ヴォルンゲビシウテ       | セーリング | 女子レーザーラジアル級            |
| 銀     | エドビナス・クルンゴルカス         | 近代五種   | 男子                              |
| 銅     | ウィルギリウス・アレクナ           | 陸上       | 男子円盤投                        |
| 銅     | アンドレイウス・ザドネプロフスキス | 近代五種   | 男子                              |

## バスケットボール
- 男子